# Vuelta a Colombia 2013
La 63.ª edición de la competencia de ciclismo masculino en ruta Vuelta a Colombia —denominada Vuelta a Colombia "Supérate-Intercolegiados"— se disputó en catorce etapas entre el 9 y el 23 de junio de 2013. Por segunda vez comenzó en Quito, Ecuador (luego de la edición de 1991). Finalizó con una contrarreloj individual en Medellín.
Hizo parte el calendario internacional del UCI America Tour 2012-2013 en la categoría 2.2, siendo la 19.ª carrera de dicha competición. 

## Equipos participantes
Un total de 18 equipos tomaron la partida, de los cuales 14 fueron equipos locales y 4 extranjeros:
| Equipo                                          | Categoría   |
| ----------------------------------------------- | ----------- |
| Aguardiente Antioqueño-Lotería de Medellín-IDEA | Aficionado  |
| Formesan-Bogotá Humana-ETB                      | Aficionado  |
| Super Giros-Blanco del Valle-Redetrans          | Aficionado  |
| EBSA-Indeportes Boyacá                          | Aficionado  |
| 472-Colombia                                    | Continental |
| Movistar                                        | Aficionado  |
| Fuerzas Armadas-Ejército Nacional               | Aficionado  |
| EPM-UNE                                         | Continental |
| Coldeportes-Claro                               | Continental |
| Gobernación del Tolima                          | Aficionado  |
| GW Shimano-Envía-Gatorade                       | Aficionado  |
| Aguardiente Néctar-Cundinamarca Calidad de Vida | Aficionado  |
| Coltejer-Alcaldía de Manizales                  | Aficionado  |
| Team más en Cristo-IMRD Chía-Postal Express     | Aficionado  |

| Equipo                           | Categoría   |
| -------------------------------- | ----------- |
| Amore & Vita (Ucrania)           | Continental |
| San Luis Somos Todos (Argentina) | Continental |
| Selección Nacional de Ecuador    |             |
| Utensilnord-Ora24.eu (Hungría)   | Continental |

## Etapas
| Etapa      | Fecha       | Recorrido                                                                  | Distancia (km) | Ganador                 | Líder                   |
| ---------- | ----------- | -------------------------------------------------------------------------- | -------------- | ----------------------- | ----------------------- |
| 1.ª etapa  | 9 de junio  | Quito - Ibarra                                                             | 132            | Edwar Stiver Ortiz Caro | Edwar Stiver Ortiz Caro |
| 2.ª etapa  | 10 de junio | Ibarra - Ipiales                                                           | 135            | Byron Guamá             | Edwar Stiver Ortiz Caro |
| 3.ª etapa  | 11 de junio | Ipiales - Pasto                                                            | 92,2           | Rafael Infantino        | Juan Sebastián Tamayo   |
| 4.ª etapa  | 12 de junio | Pasto - El Bordo                                                           | 164            | Óscar Sevilla           | Juan Sebastián Tamayo   |
| 5.ª etapa  | 13 de junio | Popayán - Cali                                                             | 132            | Rafael Montiel          | Juan Sebastián Tamayo   |
| 6.ª etapa  | 14 de junio | Buga - Manizales                                                           | 198            | Óscar Sánchez           | Juan Sebastián Tamayo   |
| 7.ª etapa  | 15 de junio | Manizales - Ibagué                                                         | 183            | Mauricio Ortega         | Jonathan Millán         |
| 8.ª etapa  | 16 de junio | Ibagué - Bogotá                                                            | 213            | Rafael Infantino        | Jonathan Millán         |
| -          | 17 de junio | Descanso                                                                   | -              | -                       | -                       |
| 9.ª etapa  | 18 de junio | Sopó - Santa Rosa de Viterbo                                               | 172            | Félix Cárdenas          | Jonathan Millán         |
| 10.ª etapa | 19 de junio | Nobsa - Ubaté                                                              | 190            | Byron Guamá             | Jonathan Millán         |
| 11.ª etapa | 20 de junio | Cota - La Dorada                                                           | 184            | Freddy Montaña          | Luis Alberto Largo      |
| 12.ª etapa | 21 de junio | La Dorada - Medellín                                                       | 173            | Jonathan Millán         | Mauricio Ortega         |
| 13.ª etapa | 22 de junio | Medellín - Marinilla - Rionegro - La Ceja - Medellín - Alto de Santa Elena | 133            | Jonathan Millán         | Óscar Sevilla           |
| 14.ª etapa | 23 de junio | Medellín                                                                   | 32 (CRI)       | Rafael Infantino        | Óscar Sevilla           |
|            | Total       | Total                                                                      | 2.142          |                         |                         |

## Clasificaciones finales
Las clasificaciones finalizaron de la siguiente forma:

### Clasificación general
| Clasificación general |                         |                                                 |                  |
| Ciclista              | Ciclista                | Equipo                                          | Tiempo           |
| --------------------- | ----------------------- | ----------------------------------------------- | ---------------- |
| 1.º                   | Óscar Sevilla           | EPM-UNE                                         | 51 h 36 min 18 s |
| 2.º                   | Alex Cano               | Aguardiente Antioqueño-Lotería de Medellín      | + 20 s           |
| 3.º                   | Mauricio Ortega         | Aguardiente Antioqueño-Lotería de Medellín      | + 2 min 01 s     |
| 4.º                   | Iván Parra              | Formesán-Bogotá Humana                          | + 2 min 23 s     |
| 5.º                   | Jonathan Millán         | GW Shimano                                      | + 2 min 26 s     |
| 6.º                   | Luis Felipe Laverde     | Coldeportes-Claro                               | + 4 min 09 s     |
| 7.º                   | Alejandro Ramírez       | Aguardiente Antioqueño-Lotería de Medellín      | + 4 min 34 s     |
| 8.º                   | Diego Fernando Quintero | GW Shimano                                      | + 4 min 53 s     |
| 9.º                   | Jahir Pérez             | Indeportes Boyacá-Ebsa                          | + 5 min 41 s     |
| 10.º                  | Álvaro Yamid Gómez      | Aguardiente Néctar-Cundinamarca Calidad de Vida | + 6 min 12 s     |

| Posiciones del 11.º al 20.º |                         |                                            |               |
| Ciclista                    | Ciclista                | Equipo                                     | Tiempo        |
| --------------------------- | ----------------------- | ------------------------------------------ | ------------- |
| 11.º                        | Javier González         | Coltejer-Alcaldía de Manizales             | + 8 min 30 s  |
| 12.º                        | Walter Pedraza          | EPM-UNE                                    | + 9 min 49 s  |
| 13.º                        | Freddy Montaña          | Movistar América                           | + 10 min 01 s |
| 14.º                        | Rodolfo Torres          | Formesan-Bogotá Humana                     | + 10 min 37 s |
| 15.º                        | Sebastián Henao         | Coldeportes-Claro                          | + 12 min 49 s |
| 16.º                        | Félix Cárdenas          | Formesan-Bogotá Humana                     | + 13 min 00 s |
| 17.º                        | Diego Mauricio Calderón | Coltejer-Alcaldía de Manizales             | + 17 min 14 s |
| 18.º                        | Luis Largo              | Indeportes Boyacá-Ebsa                     | + 17 min 21 s |
| 19.º                        | Óscar Álvarez           | Aguardiente Antioqueño-Lotería de Medellín | + 22 min 51 s |
| 20.º                        | Giovanni Báez           | EPM-UNE                                    | + 24 min 23 s |

### Clasificación de la montaña
| Clasificación de la montaña |                 |                                            |        |
| Ciclista                    | Ciclista        | Equipo                                     | Puntos |
| --------------------------- | --------------- | ------------------------------------------ | ------ |
| 1.º                         | Javier González | Coltejer-Alcaldía de Manizales             | 93     |
| 2.º                         | Mauricio Ortega | Aguardiente Antioqueño-Lotería de Medellín | 48     |
| 3.º                         | Luis Largo      | Indeportes Boyacá-Ebsa                     | 47     |

### Clasificación de las metas volantes
| Clasificación de las metas volantes |                    |                                            |        |
| Ciclista                            | Ciclista           | Equipo                                     | Puntos |
| ----------------------------------- | ------------------ | ------------------------------------------ | ------ |
| 1.º                                 | Jairo Cano Salas   | Aguardiente Antioqueño-Lotería de Medellín | 43     |
| 2.º                                 | Yeferson Vargas    | Fuerzas Armadas-Ejército Nacional          | 26     |
| 3.º                                 | Remberto Jaramillo | Coltejer-Alcaldía de Manizales             | 26     |

### Clasificación por puntos
Se otorgan puntos a los diez primeros en cada etapa, desde quince puntos al 1.º, hasta dos puntos al 10.º.
| Clasificación por puntos |                 |                        |        |
| Ciclista                 | Ciclista        | Equipo                 | Puntos |
| ------------------------ | --------------- | ---------------------- | ------ |
| 1.º                      | Jonathan Millán | GW Shimano             | 98     |
| 2.º                      | Óscar Sevilla   | EPM-UNE                | 89     |
| 3.º                      | Félix Cárdenas  | Formesan-Bogotá Humana | 88     |

### Clasificación de los sub-23
| Clasificación de los sub-23 |                  |                                   |                   |
| Ciclista                    | Ciclista         | Equipo                            | Tiempo            |
| --------------------------- | ---------------- | --------------------------------- | ----------------- |
| 1.º                         | Sebastián Henao  | Coldeportes-Claro                 | 51 h 49 min 07 s  |
| 2.º                         | Hernán Parra     | Fuerzas Armadas-Ejército Nacional | a 38 min 51 s     |
| 3.º                         | Daniel Jaramillo | Coldeportes-Claro                 | a 1 h 08 min 23 s |

### Clasificación por equipos
| Clasificación por equipos |                                            |                   |
| Equipo                    | Equipo                                     | Tiempo            |
| ------------------------- | ------------------------------------------ | ----------------- |
| 1.º                       | Aguardiente Antioqueño-Lotería de Medellín | 154 h 41 min 08 s |
| 2.º                       | GW Shimano                                 | a 27 min 32 s     |
| 3.º                       | Coldeportes-Claro                          | a 29 min 04 s     |
| 4.º                       | EPM-UNE                                    | a 33 min 38 s     |
| 5.º                       | Formesan-Bogotá Humana                     | a 33 min 49 s     |

## Evolución de las clasificaciones
| Etapa                   | Vencedor                | Clasificación general   | Clasificación de la montaña | Clasificación de las metas volantes | Clasificación por puntos | Clasificación de los jóvenes | Clasificación por equipos                  |
| ----------------------- | ----------------------- | ----------------------- | --------------------------- | ----------------------------------- | ------------------------ | ---------------------------- | ------------------------------------------ |
| 1.ª                     | Stíver Ortiz            | Edwar Stiver Ortiz Caro | Luis Martínez               | Jaime Vergara                       | Edwar Stiver Ortiz Caro  | Brayan Ramírez               | Indeportes Boyacá-Ebsa                     |
| 2.ª                     | Byron Guamá             | Edwar Stiver Ortiz Caro | Luis Largo                  | Luis Martínez                       | Edwar Stiver Ortiz Caro  | Sebastián Henao              | Indeportes Boyacá-Ebsa                     |
| 3.ª                     | Rafael Infantino        | Juan Sebastián Tamayo   | Luis Largo                  | Jairo Cano Salas                    | Juan Sebastián Tamayo    | Sebastián Henao              | Indeportes Boyacá-Ebsa                     |
| 4.ª                     | Óscar Sevilla           | Juan Sebastián Tamayo   | Javier González             | Jairo Cano Salas                    | Jonathan Millán          | Hernán Parra                 | Indeportes Boyacá-Ebsa                     |
| 5.ª                     | Rafael Montiel          | Juan Sebastián Tamayo   | Javier González             | Jairo Cano Salas                    | Jonathan Millán          | Hernán Parra                 | Indeportes Boyacá-Ebsa                     |
| 6.ª                     | Óscar Sánchez           | Juan Sebastián Tamayo   | Javier González             | Jairo Cano Salas                    | Jonathan Millán          | Sebastián Henao              | Indeportes Boyacá-Ebsa                     |
| 7.ª                     | Mauricio Ortega         | Jonathan Millán         | Javier González             | Jairo Cano Salas                    | Jonathan Millán          | Sebastián Henao              | Aguardiente Antioqueño-Lotería de Medellín |
| 8.ª                     | Rafael Infantino        | Jonathan Millán         | Javier González             | Jairo Cano Salas                    | Jonathan Millán          | Sebastián Henao              | Aguardiente Antioqueño-Lotería de Medellín |
| 9.ª                     | Félix Cárdenas          | Jonathan Millán         | Javier González             | Jairo Cano Salas                    | Félix Cárdenas           | Sebastián Henao              | Aguardiente Antioqueño-Lotería de Medellín |
| 10.ª                    | Byron Guamá             | Jonathan Millán         | Javier González             | Jairo Cano Salas                    | Félix Cárdenas           | Sebastián Henao              | Aguardiente Antioqueño-Lotería de Medellín |
| 11.ª                    | Freddy Montaña          | Luis Alberto Largo      | Javier González             | Jairo Cano Salas                    | Félix Cárdenas           | Sebastián Henao              | Aguardiente Antioqueño-Lotería de Medellín |
| 12.ª                    | Jonathan Millán         | Mauricio Ortega         | Javier González             | Jairo Cano Salas                    | Félix Cárdenas           | Sebastián Henao              | Aguardiente Antioqueño-Lotería de Medellín |
| 13.ª                    | Jonathan Millán         | Óscar Sevilla           | Javier González             | Jairo Cano Salas                    | Jonathan Millán          | Sebastián Henao              | Aguardiente Antioqueño-Lotería de Medellín |
| 14.ª                    | Rafael Infantino        | Óscar Sevilla           | Javier González             | Jairo Cano Salas                    | Jonathan Millán          | Sebastián Henao              | Aguardiente Antioqueño-Lotería de Medellín |
| Clasificaciones finales | Clasificaciones finales | Óscar Sevilla           | Javier González             | Jairo Cano Salas                    | Jonathan Millán          | Sebastián Henao              | Aguardiente Antioqueño-Lotería de Medellín |

## UCI America Tour
La carrera, al estar integrada al calendario internacional americano 2012-2013, otorga puntos para dicho campeonato. El baremo de puntuación es el siguiente:
| Posición                    | 1.º | 2.º | 3.º | 4.º | 5.º | 6.º | 7.º | 8.º |
| Clasificación general final | 40  | 30  | 16  | 12  | 10  | 8   | 6   | 3   |
| Por etapa                   | 8   | 5   | 2   |     |     |     |     |     |
| Líder general por etapa     | 4   |     |     |     |     |     |     |     |

Los ciclistas que han obtenido puntos son los siguientes:
| Clasificación |                         |                             |         |       |       |       |
| Posición      | Ciclista                | Equipo                      | General | Etapa | Líder | Total |
| ------------- | ----------------------- | --------------------------- | ------- | ----- | ----- | ----- |
| 1.º           | Óscar Sevilla           | EPM-UNE                     | 40      | 19    | 4     | 63    |
| 2.º           | Jonathan Millán         | GW Shimano                  | 10      | 24    | 16    | 50    |
| 3.º           | Alex Cano               | Aguardiente Antioqueño      | 30      | 15    | -     | 45    |
| 4.º           | Mauricio Ortega         | Aguardiente Antioqueño      | 16      | 8     | 4     | 28    |
| 5.º           | Rafael Infantino        | Aguardiente Antioqueño      | -       | 24    | -     | 24    |
| 6.º           | Juan Sebastián Tamayo   | GW Shimano                  | -       | 5     | 16    | 21    |
| 7.º           | Byron Guamá             | Movistar América            | -       | 18    | -     | 18    |
| 8.º           | Félix Cárdenas          | Formesan-Bogotá Humana      | -       | 17    | -     | 17    |
| 9.º           | Edwar Stiver Ortiz Caro | EPM-UNE                     | -       | 8     | 8     | 16    |
| 10.º          | Óscar Pachón            | Formesan-Bogotá Humana      | -       | 15    | -     | 15    |
| 11.º          | Iván Parra              | Formesan-Bogotá Humana      | 12      | -     | -     | 12    |
| 12.º          | Luis Felipe Laverde     | Coldeportes-Claro           | 8       | 4     | -     | 12    |
| 13.º          | Jahír Pérez             | Indeportes Boyacá           | -       | 10    | -     | 10    |
| 14.º          | Freddy Montaña          | Movistar América            | -       | 8     | -     | 8     |
| 15.º          | Óscar Sánchez           | GW Shimano                  | -       | 8     | -     | 8     |
| 16.º          | Rafael Montiel          | Aguardiente Antioqueño      | -       | 8     | -     | 8     |
| 17.º          | Alejandro Ramírez       | Aguardiente Antioqueño      | 6       | -     | -     | 6     |
| 18.º          | John Martínez           | Coldeportes-Claro           | -       | 5     | -     | 5     |
| 19.º          | Jorge Martínez          | Supergiros-Blanco del Valle | -       | 5     | -     | 5     |
| 20.º          | Mauricio Ardila         | Aguardiente Antioqueño      | -       | 5     | -     | 5     |
| 21.º          | Luis Alberto Largo      | Indeportes Boyacá           | -       | -     | 4     | 4     |
| 22.º          | Diego Fernando Quintero | GW Shimano                  | 3       | -     | -     | 3     |
| 23.º          | Wilson Cepeda           | Movistar América            | -       | 2     | -     | 2     |
| 24.º          | Julián Rodas            | Coldeportes-Claro           | -       | 2     | -     | 2     |
| 25.º          | Brayan Ramírez          | Movistar América            | -       | 2     | -     | 2     |

## Transmisión televisiva
La transmisión del evento en Colombia lo harán las cadenas: Citytv y Canal El Tiempo.